# Valltjärnen (Hackås socken, Jämtland)
Valltjärnen är en sjö i Bergs kommun i Jämtland och ingår i Ljungans huvudavrinningsområde.